# Кримський обласний комітет ЛКСМУ
Кримський обласний (республіканський) комітет ЛКСМУ (комсомолу) — орган управління Кримською обласною комсомольською організацією ВЛКСМ (до 1954 року) і Ле́нінської Комуністи́чної Спі́лки Мо́лоді Украї́ни (ЛКСМУ) (1954–1991 роки). 

## Перші секретарі обласного (республіканського) комітету
- 1923 — 1924 — Коган
- 1930 — квітень 1931 — Трупчу Сервер Курт-Сеїт
- 22 жовтня 1933 — 27 травня 1935 — Камілєв Амет Мельваапович
- 27 травня 1935 — 1 жовтня 1937 — Кулаєв Абкаїр Селямітович
- 9 жовтня 1937 — січень 1939 — Сейдаметов Мустафа
- 10 лютого 1939 — 14 грудня 1940 — Русинов Михайло Васильович
- 15 грудня 1940 — липень 1942 — Добровський Борис Йосипович
- листопад 1942 — 15 квітня 1943 — Кисельов Євген Данилович
- квітень 1943 — квітень 1944 — Ісмамбетов Ісмаїл Ірсмамбетович
- квітень 1944 — травень 1947 — Саранцев Олександр Павлович
- 22 травня 1947 — 15 серпня 1949 — Івановський Георгій Васильович
- 25 серпня 1949 — 29 травня 1951 — Кисляк Андрій Васильович
- січень 1952 — жовтень 1952 — Федоров Олександр Семенович
- 30 листопада 1952 — 30 серпня 1955 — Анікін Олександр Георгійович
- вересень 1955 — 2 червня 1959 — Покровський Ерік Костянтинович
- 12 червня 1959 — 13 січня 1962 — Махура Ігор Петрович
- 13 січня 1962 — січень 1963 — Колесник Микола Панасович
- січень 1963 — 6 лютого 1964 — Колесник Микола Панасович (промислового)
- січень 1963 — грудень 1964 — Моргачов Анатолій Олексійович (сільського)
- 6 лютого 1964 — грудень 1964 — Максимов Володимир Михайлович (промислового)
- грудень 1964 — 26 січня 1966 — Максимов Володимир Михайлович
- 26 січня 1966 — 16 січня 1974 — Ступицький Іван Петрович
- 16 січня 1974 — 22 вересня 1978 — Оникій Олексій Михайлович
- 23 вересня 1978 — серпень 1981 — Нікулін Валерій Панасович
- вересень 1981 — серпень 1984 — Нечепоренко Владислав Михайлович
- вересень 1984 — січень 1989 — Божко Олександр Васильович
- січень 1989 — 1991 — Пальчук Валерій Васильович